# GJ 357
GJ 357 (també anomenada  'Gliese 357' ) és una nana vermella de tipus M. Localitzada a 31 anys llum del sistema solar, l'estrella té tres exoplanetes en la seva òrbita, un dels quals, GJ 357 d, és considerat com una Súper-Terra dins de la zona d'habitabilitat. Forma part de la constel·lació de l'Hidra Femella.